# Acanthochondria galerita
Acanthochondria galerita är en kräftdjursart som först beskrevs av R. Rathbun 1886.  Acanthochondria galerita ingår i släktet Acanthochondria och familjen Chondracanthidae. Inga underarter finns listade i Catalogue of Life.